# فرودگاه کالگری
فرودگاه کالگری (به انگلیسی: Calgary/Springbank Airport) یک فرودگاه همگانی باربری است که یک باند فرود آسفالت دارد. این فرودگاه در شهر کالگری، آلبرتا کشور کانادا قرار دارد .